# Betws-y-Coed
Betws-y-Coed (wymowaⓘ) – wieś w północno-zachodniej Walii, w hrabstwie Conwy (historycznie w Caernarfonshire), położona nad ujściem rzeki Llugwy do Conwy, na terenie parku narodowego Snowdonia. W 2011 roku wieś liczyła 255 mieszkańców.
Osada założona została w VI wieku wokół znajdującego się tu wówczas klasztoru. Nazwa Betws-y-Coed wywodzi się z języka staroangielskiego i oznacza „dom modlitwy w lesie”.
Lokalna gospodarka opierała się na wydobyciu ołowiu. Po zbudowaniu przez Thomasa Telforda mostu Waterloo Bridge nad rzeką Conwy w 1815 roku, miejscowość zyskała na znaczeniu jako przystanek na trasie z Londynu do Holyhead (i dalej do Irlandii). W 1868 roku do wsi dotarła kolej, otwarta została wówczas stacja kolejowa Betws-y-Coed.
Współcześnie wieś stanowi bazę wypadową dla turystów odwiedzających park narodowy Snowdonia. Znajduje się tu muzeum kolejnictwa.